# Svenska mästerskapen i längdskidåkning 1982
Svenska mästerskapen i längdskidåkning 1982 arrangerades i Skövde. Skid-SM flyttades från Skövde 1971, 1973 och 1975 på grund av snöbrist, men 1982 blev det till slut av!

## Medaljörer, resultat

### Herrar
| Gren              | Guld                                                    | Guld                                                    | Silver          | Silver         | Brons           | Brons          |
| 15 km             | Thomas Wassberg                                         | Åsarna IK                                               | Thomas Eriksson | Domnarvets GIF | Ingmar Sömskar  | Norberg        |
| 30 km             | Benny Kohlberg                                          | Arvika IS                                               | Thomas Wassberg | Åsarna IK      | Thomas Eriksson | Domnarvets GIF |
| 50 km             | Thomas Eriksson                                         | Domnarvets GIF                                          | Anders Larsson  | Bondsjöhöjden  | Thomas Wassberg | Åsarna IK      |
| Stafett 3 x 10 km | Åsarna IK (Jan Ottosson, Thomas Wassberg, Hans Persson) | Åsarna IK (Jan Ottosson, Thomas Wassberg, Hans Persson) |                 |                |                 |                |
| Lagtävling 15 km  | Åsarna IK                                               | Åsarna IK                                               |                 |                |                 |                |
| Lagtävling 30 km  | Åsarna IK                                               | Åsarna IK                                               |                 |                |                 |                |
| Lagtävling 50 km  | Åsarna IK                                               | Åsarna IK                                               |                 |                |                 |                |

### Damer
| Gren             | Guld                                                          | Guld                                                          | Silver                | Silver          | Brons             | Brons    |
| 5 km             | Lena Carlzon-Lundbäck                                         | Malmbergets AIF                                               | Marie Johansson       | Ludvika FFI     | Eva-Lena Karlsson | Stockvik |
| 10 km            | Marie Johansson                                               | Ludvika FFI                                                   | Lena Carlzon-Lundbäck | Malmbergets AIF | Maria Thulin      | Anundsjö |
| 20 km            | Lena Carlzon-Lundbäck                                         | Malmbergets AIF                                               | Marie Johansson       | Ludvika FFI     | Karin Lamberg     | IFK Mora |
| Stafett 3 x 5 km | IFK Mora (Ann-Cathrine Karlsson, Åsa Mattsson, Karin Lamberg) | IFK Mora (Ann-Cathrine Karlsson, Åsa Mattsson, Karin Lamberg) |                       |                 |                   |          |
| Lagtävling 5 km  | IFK Mora                                                      | IFK Mora                                                      |                       |                 |                   |          |
| Lagtävling 10 km | IFK Mora                                                      | IFK Mora                                                      |                       |                 |                   |          |
| Lagtävling 20 km | IFK Mora                                                      | IFK Mora                                                      |                       |                 |                   |          |